# Sabina Świątek
Sabina Marianna Świątek (ur. 22 lutego 1928 w Radomsku, zm. 12 stycznia 2020 w Częstochowie) – polska działaczka podziemia i opozycji w PRL.

## Życiorys
Urodziła się 22 lutego 1928 r. w Radomsku jako córka Jana Świątka, który był członkiem POW, uczestnikiem wojny polsko-bolszewickiej, a potem funkcjonariuszem Policji Państwowej. Podczas II wojny światowej pomagała ojcu organizować w rejonie Wielunia placówkę wywiadu Związku Walki Zbrojnej, gdy towarzyszyła mu w podróżach oficjalnie wykonywanych jako obwoźni sprzedawcy.
Pod koniec wojny wraz z rodziną zamieszkała w Częstochowie. Po wojnie wraz z nim zaangażowała się w działalność Konspiracyjnego Wojska Polskiego m.in. jako łączniczka operujących w okolicy Wielunia oddziałów ppor. Alfonsa Olejnika ps. Babinicz. 3 lutego 1947 r. została aresztowana razem z ojcem i jedną z trzech sióstr. Jej ojciec został skazany na 12 lat więzienia, a ona na 5 lat więzienia, ale w maju 1947 r. w ramach amnestii została zwolniona.
Wkrótce potem zaangażowała się w powstającą w 1951 r. w okolicach Częstochowy Ligę Walki Patriotów Polskich, w której przewoziła wiadomości, żywność i ukrywała jednego z konspiratorów we własnym domu. W efekcie w 1952 r. została ponownie aresztowania i oskarżona o wsparcie nielegalnej organizacji usiłującej przemocą zmienić ustrój państwa. W 1952 r. sąd wojskowy w Stalinogrodzie skazał ją na 10 lat więzienia. Była więziona w Grudziądzu i Fordonie, ale została zwolniona w 1956 r. w wyniku amnestii.
Po uwolnieniu pracowała w przedszkolu w podczęstochowskim Olsztynie, potem zamieszkała w Białej Podlaskiej, ale ostatecznie wróciła do Częstochowy. W 1980 r. zaczęła działać w NSZZ „Solidarność”, m.in. roznosząc ulotki i gazety z tzw. drugiego obiegu. W 1984 r. przeszła na emeryturę. W latach 90. XX w. zdołała doprowadzić do unieważnienia wyroku swojego i swojego ojca. Za zasługi otrzymała 11 listopada 1995 r. stopień plutonowego. Należała do organizacji kombatanckich i stowarzyszenia żołnierzy Armii Krajowej.
Zmarła 12 stycznia 2020 r. w Częstochowie i została pochowana na cmentarzu Kule w Częstochowie.
Niezamężna, miała syna, który zmarł w niemowlęctwie.
21 maja 2020 została pośmiertnie odznaczona Krzyżem Kawalerskim Orderu Odrodzenia Polski za wybitne zasługi dla niepodległości Rzeczypospolitej Polskiej.